# Chelmondiston
Chelmondiston är en by (village) och en civil parish i Babergh, Suffolk i östra England. Orten har 1 018 invånare.